# 圣勒梅兹
圣勒梅兹（法語：Saint-Remèze，法語發音：[sɛ̃ ʁəmɛz]）是法国阿尔代什省的一个市镇，属于普里瓦区。

## 地理
圣勒梅兹（44°23'33"N, 4°30'7"E）面积42.69 平方千米，位于法国奥弗涅-罗讷-阿尔卑斯大区阿尔代什省，该省份为法国东南部内陆省份，北起顺时针与卢瓦尔省、伊泽尔省、德龙省、沃克吕兹省、加尔省、洛泽尔省和上盧瓦爾省接壤。
与圣勒梅兹接壤的市镇（或旧市镇、城区）包括：比东、格拉、维拉克堡、拉戈尔斯、瓦隆蓬达尔克、艾盖兹、勒加恩。
圣勒梅兹的时区为UTC+01:00、UTC+02:00（夏令时）。

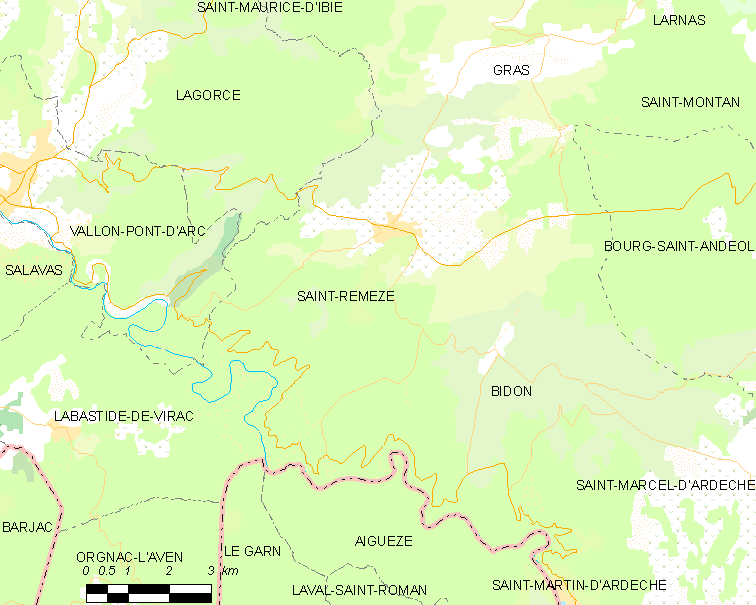
圣勒梅兹的OSM定位图

## 行政
圣勒梅兹的邮政编码为07700，INSEE市镇编码为07291。

## 政治
圣勒梅兹所属的省级选区为瓦隆蓬达尔克县。

## 人口

1962-2008年间圣勒梅兹人口变化图示

圣勒梅兹于2022年1月1日时的人口数量为848人。